# Брискорн, Максим Максимович
Максим Максимович Брискорн (Магнус Рейнгольд фон Брискорн, von Briskorn; 1788—1872) — российский государственный деятель немецкого происхождения, сенатор, член Военного совета, действительный тайный советник.

## Биография
Сын подполковника Максима Максимовича (Магнуса Якоба) Брискорна (1762—1812), погибшего при Бородине. Получил домашнее образование. В службу вступил 1 мая 1809 года канцеляристом в канцелярию государственного казначейства, в следующем году определён в государственную экспедицию для ревизии счетов и 31 декабря получил первый классный чин — сенатского регистратора. В 1815 году был прикомандирован к канцелярии Комитета министров, 11 февраля 1816 года переведён в канцелярию начальника Главного штаба, а 22 января 1817 назначен на штатную должность журналиста 2-го отделения.
По роду службы он должен был находиться при особе императора и неоднократно сопровождал Александра I в путешествиях по России и Европе, в частности на Ахенском конгрессе в 1818 году, на третьем сейме Царства Польского в 1820, на конгрессе в Троппау и Лайбахе в 1821 и на Веронском конгрессе в 1823 году.
Назначен 12 декабря 1823 года начальником 2-го отделения канцелярии начальника Главного штаба. В 1828 году находился при генерале И. И. Дибиче во время похода против турок, в 1829 сопровождал Николая I в поездке в Берлин. Был произведён в действительные статские советники 22 августа 1831 года; 1 мая 1832 назначен директором канцелярии Военного министерства. Военным министром в то время был граф А. И. Чернышев. Брискорн пользовался полным его доверием и, наряду с М. П. Позеном, почти что управлял министерством. Ими прочитывались наиболее важные доклады министру и императору, и лишь с их одобрения имели дальнейший ход все наиболее крупные дела. В статс-секретари был пожалован 16 января 1836 года; 21 апреля 1840 года произведён в тайные советники. Вероятно, имея в виду знание Брискорном дел министерства во всех подробностях, с ним сблизился граф П. А. Клейнмихель, желавший устранить Чернышева с поста министра. Воспользовавшись поездкой последнего на Кавказ, и временно исполняя обязанности военного министра, он вникал сам во все дела и тесно сотрудничал с Брискорном. Чернышев, возвратившись в столицу, разгадал интригу, и приказом 20 октября 1842 года Брискорн был от должности уволен без всякого нового назначения.
Клейнмихель заступился за Брискорна, и тот через месяц был определён, с прежним званием статс-секретаря, членом комиссии прошений; в этом звании он состоял лишь два месяца, а 2 февраля 1843 года получил назначение на вновь учреждённый пост товарища Государственного контролера; 31 декабря 1844 назначен сенатором, с оставлением его при настоящих должностях. В 1846 году он был членом комитета по пересмотру устава гражданской службы. В Госконтроле Брискорн служил до 1853 года, когда выяснилась его причастность к делу тайного советника А. Г. Политковского, уличённого в необычайно крупной растрате. По этому делу Брискорн сумел оправдаться, но 27 марта 1853 года он все-таки был уволен в отставку за поданное им мнение о бесполезности контроля в настоящем его положении. При этом звание сенатора было за ним сохранено.
4 мая 1856 года он снова поступил на службу и был назначен управляющим канцелярией Военного министерства, а 13 января 1857 занял пост председателя Комитета для устройства образования и судьбы военных кантонистов. В том же году он был назначен членом Военного совета. Наконец, 31 марта 1868 года он был произведён в чин действительного тайного советника.
Умер 12 апреля 1872 прямо на заседании Военного совета, сразу же после того, как высказался по одному из военно-административных вопросов.
Жена — Дарья Михайловна Брискорн (13.07.1799—04.03.1870), умерла от воспаления лёгких, похоронена на Новодевичье кладбище.

## Награды
- орден Св. Владимира 2-й ст. (26.03.1839)